# The Messenger (álbum de Johnny Marr)
| Críticas profissionais                                                      | Críticas profissionais |
| Avaliações da crítica                                                       | Avaliações da crítica  |
| Fonte                                                                       | Avaliação              |
| --------------------------------------------------------------------------- | ---------------------- |
| All Music Guide                                                             | link                   |
| NME                                                                         | link                   |
| Esta tabela precisa de ser acompanhada por texto em prosa. Consulte o guia. |                        |

The Messenger é o álbum de estreia do músico britânico Johnny Marr, lançado em 25 de fevereiro de 2013.

## Faixas
1. "The Right Thing Right" - 3:41
2. "I Want the Heartbeat" - 2:47
3. "European Me" - 3:56
4. "Upstarts" - 3:38
5. "Lockdown" - 3:58
6. "The Messenger" - 4:29
7. "Generate! Generate!" - 4:21
8. "Say Demesne" - 5:37
9. "Sun and Moon" - 3:23
10. "The Crack Up" - 3:52
11. "New Town Velocity" - 5:11
12. "Word Starts Attack" - 3:29